# الصخیرات
الصخیرات یک منطقهٔ مسکونی در الجزایر است که در ناحیه ثنیه واقع شده‌است. الصخیرات ۴ کیلومتر مربع مساحت دارد ۳۲ متر بالاتر از سطح دریا واقع شده‌است.